# Lions de Loyola Marymount
Les Lions de Loyola Marymount (en anglais : Loyola Marymount Lions) sont un club omnisports universitaire de l'université Loyola Marymount situé à Los Angeles en Californie. Les équipes des Lions participent aux compétitions universitaires organisées par la National Collegiate Athletic Association. Les équipes de l'université évoluent au sein de la West Coast Conference. 

## Sports représentés
| Hommes (9)                               | Femmes (11)      |
| Athlétisme†                              | Athlétisme†      |
| Aviron                                   | Aviron           |
| Baseball                                 | Basket-ball      |
| Basket-ball                              | Beach Volleyball |
| Cross-country                            | Cross-country    |
| Golf                                     | Golf             |
| Soccer                                   | Soccer           |
| Tennis                                   | Softball         |
| Water-polo                               | Tennis           |
| 0                                        | Volley-ball      |
| 0                                        | Water-polo       |
| † – Athlétisme en salle et en plein air. |                  |

## Palmarès
| Compétitions nationales                                                     | Tournois |
| --------------------------------------------------------------------------- | --- |
| Section féminine - Championnat de la NCAA de water-polo - Finaliste : 2004. | Section masculine - Tournoi de la WCC de baseball (en) (3) - Vainqueur : 1999, 2000 et 2019. - Finaliste : 2004, 2005, 2009, 2014 et 2015. - Tournoi de la WCC de basket-ball (en) (2) - Vainqueur : 1988 et 1989. - Finaliste : 2006. Section féminine - Tournoi de la WCC de basket-ball (en) (1) - Vainqueur : 2004. - Finaliste : 2001 et 2007. |